# Olof Mellberg
Erik Olof Mellberg, född 3 september 1977 i Skagersvik i Gullspångs kommun, är en svensk före detta fotbollsspelare och blev därefter  tränare.
Mellberg gjorde 117 landskamper för Sverige och var landslagets lagkapten i fyra år. Han deltog i sex mästerskap och fick 2003 Guldbollen som Sveriges bästa fotbollsspelare. Han har även varit expertkommentator när C More sände Champions League.

## Klubbkarriär

### Degerfors
Som ung hade han förutsättning att lyckas i både fotboll och tennis. Han kickade boll i Gullspång och bestämde sig som 16-åring att lägga undan racketen till förmån för fotbollsskorna. När tennisen förpassats historien, byttes Gullspång snabbt mot Degerfors IF. Nu skulle fotbollen ges högsta prioritet. Efter två säsonger i juniorlaget fick han 1996 göra allsvensk debut. 18-åringen slog igenom och spelade 47 matcher under två säsonger. När Degerfors som nästjumbo lämnade högsta serien 1997 såg sig Mellberg om efter ny klubbadress.

### AIK
Nästa anhalt blev AIK. Olof Mellberg gick direkt in i AIK:s allsvenska startelva. Under sin tid i AIK missade han bara en match. Han gav stadga åt det försvar som under 1998 bara släppte in 15 mål. Han ingick, tillsammans med Michael Brundin och Patrick Englund, i den trio mittbackar som var en av de viktigaste orsakerna till att AIK kunde vinna SM-guld 1998.

### Racing Santander
Redan i augusti 1998 gick han till spanska Racing Santander. Åren i Spanien gav utrymme för utveckling och växande kapacitet på planen. Mellbergs snabbhet och säkerhet i försvaret gjorde honom till ett internationellt namn. När Santander i juni 2001 åkte ur högsta ligan ville 23-årige Mellberg inte vara kvar. Samtidigt behövde Santander få in pengar.

### Aston Villa
Så 18 juli 2001 såldes han till engelska Aston Villa för motsvarande 75 miljoner kronor. På Villa Park blev han snabbt en uppskattad spelare tack vare sin passionerade spelstil. Mellberg fick lagkaptensbindeln och bakom legendaren Paul McGrath är han ansedd som en av klubbens bästa försvarare någonsin. När hans kontrakt omförhandlades med Aston Villa gick lönen upp till 90 miljoner kronor för fyra år. 19 aug 2006 gjorde Mellberg det första målet någonsin på Emirates Stadium när Aston Villa mötte Arsenal. I sin avskedsmatch för Aston Villa, i bortamötet mot West Ham 11 maj 2008 gav han bort 3200 matchtröjor med sitt namn och tröjnummer till de ditresta Villa-fansen, med texten "Thanks 4 your support" (Tack för ert stöd).

### Juventus
1 juli 2008, när kontraktet med Aston Villa hade gått ut, flyttade Mellberg gratis till Turin och storklubben Juventus i Serie A.
Claudio Ranieri hade imponerats av Mellberg under de bådas tid i England och tog chansen att ta honom till Juventus när han blev tillgänglig på fri transfer. Som första backup till Giorgio Chiellini och Nicola Legrottaglie gjorde Mellberg totalt 37 matcher i den svartvita tröjan och två mål, båda på Olympiastadion i Rom.
Det blev bara en säsong i Italien. Orsaken var bl.a. tränarbyte, och när Juventus gjorde klart med Italienska landslagsstjärnan Fabio Cannavaro försämrades Mellbergs chanser till en plats i startelvan avsevärt, vilket gjorde att Juventus var öppna för bud på svensken.

### Olympiakos
Mellberg värvades på midsommaraftonen 2009 till Olympiakos i Grekiska Superligan. Ett treårskontrakt med en övergångssumma på 27,5 miljoner kronor. I Olympiakos hann han med att bli ligamästare två gånger om, och deltog i Champions League.

### Villareal
8 augusti 2012 skrev han på för spanska Villarreal CF vilka då spelade i den spanska andradivisionen. Svensken blev därmed en del i satsningen att ta klubben tillbaka till La Liga igen.  I sista omgången av Segunda Division vann Villarreal hemma mot Almeria med 2-0, Mellberg spelade hela matchen och nådde därmed avancemang.

### FC Köpenhamn
9 juli 2013 skrev Mellberg på ett tvåårskontrakt för FC Köpenhamn. Han spelade 27 matcher och gjorde 3 mål. Den 31 juli 2014 meddelade Mellberg i ett pressmeddelande att han brutit sitt kontrakt med FC Köpenhamn och att hans spelarkarriär var över.

## Landslagskarriär
Under tiden i Santander avancerade Mellberg till A-landslaget och gjorde debut 23 februari 2000 i en vänskapsmatch i Palermo mot Italien. Mellberg deltog i EM 2000 redan under debutåret i landslaget.
Inledningsvis fick han gå in som ytterback. I matchen mot Turkiet spelade Mellberg mittback istället för en avstängd Patrik Andersson. Förbundskaptenerna såg ofta Mellbergs offensiva kvalitéer gynnade positionen på kanten, trots att han egentligen helst ville spela mittback. Sedermera fick dock Mellberg flytta in i banan och var sedan fortsatt en av stöttepelarna i landslaget.
Under VM 2002 blev Mellberg uppmärksammad då han på träning hamnat i handgemäng med lagkamraten Fredrik Ljungberg.
2003 avancerade han till lagkapten och fick också Guldbollen ”för sina avgörande insatser i landslaget och i Aston Villa”. I motiveringen nämndes hans förmåga som ledargestalt.
EM 2004 i Portugal blev hans bästa landslagsprestation någonsin. Mellberg spelade en tongivande roll i Sveriges försvar och uttogs till All Star-laget i sällskap med Henrik Larsson. I den avgörande matchen mot  Nederländerna var det oavgjort efter full tid. Efter tio ordinarie straffar stod det 4–4. När dramat skulle fortsätta, var det några svenska spelare som inte ville eller vågade. Mellberg tog sitt ansvar som lagkapten och sköt sin första straff som senior men missade.
Under VM-kvalet 2004–05 spelade Mellberg samtliga matcher. Dessutom blev han målskytt mot Bulgarien. Mellberg gjorde även en mindre smickrande insats mot Kroatien, som hade kunnat kosta VM-platsen. I en höjdduell tog Mellberg bollen med handen, vilket gav kroaterna en matchvinnande straff.
Efter VM 2006, 6 augusti avgick Mellberg som kapten, men fortsatte att spela i landslaget. Orsakerna var bl.a. att han hade fått tillökning i familjen, ny manager och lagkaptensroll i Aston Villa, och brann helt enkelt inte riktigt för att vara kapten i landslaget längre.
3 september 2006, skickades han hem från landslagssamlingen. Det var Mellbergs födelsedag, några dagar innan EM-kvalmatchen mot Liechtenstein, som Mellberg, Zlatan Ibrahimovic och Christian ”Chippen” Wilhelmsson smet ut från landslagets hotell i Göteborg för att gå på nattklubb. Trion kom tillbaka till hotellet drygt två timmar efter utsatt tid. Lars Lagerbäck svarade med att skicka hem trion. Men han återkom under hösten, till skillnad från Zlatan.
Mellberg prickade in storformen perfekt till EM-turneringen 2008 i Österrike/Schweiz. Sett över samtliga tre matcher var han Sveriges bästa spelare i sin roll som mittback och ledare i försvaret.
Efter att ha deltagit i fem raka mästerskap med landslaget, blev det inget sjätte i rad efter att laget kommit trea i kvalgruppen för VM 2010, då Mellberg något oväntat vunnit Sveriges interna skytteliga i kvalet med sina tre mål, varav två i den avslutande kvalmatchen som Sverige vann med 4–1 mot Albanien på Råsunda.
I april 2012 meddelade Mellberg att han ämnade sluta i landslaget efter slutspelet under EM 2012. Han avslutade sin landslagskarriär med att göra ett mycket bra mästerskap.
I den andra gruppslelsmatchen mot England låg svenskarna under i paus. Då mittbacken Mellberg i början av andra halvlek steg in i handlingens centrum började det hända saker. Först kunde Mellberg tvinga fram ett engelskt självmål och kvittera matchen till 1-1 efter en tilltrasslad situation där Zlatan Ibrahimovic stod för framspelningen. Samme Mellberg var sen framme och förde upp Sverige i ledningen med en distinkt nick på en frispark. Men Sverige tappade ledningen och England vände och vann matchen, och Sverige blev utslaget ur mästerskapet. Mellbergs sista landskamp blev 2-0-vinsten mot Frankrike.

## Tränarkarriär

### Brommapojkarna
I slutet av 2015 tog Mellberg sitt första tränaruppdrag, när han tog över IF Brommapojkarna. BP vann Division 1 Norra, och uppflyttades till Superettan. Förväntningarna på BP var stora, och laget gjorde ingen besviken. Brommapojkarna tog hem serien storstilat och flyttades upp igen, den här gången till Allsvenskan. Detta innebar också slutet för Mellberg, som lämnade i hopp om större uppdrag.

### Fremad Amager
Efter en längre period utan uppdrag, en UEFA-tränarutbildning, och efter rykten om att både IFK Göteborg och Malmö FF varit intresserade, blev Mellberg i juli 2019 oväntat klar som tränare för Fremad Amager i danska 1. division. Sessionen hos det danska andradivisionslaget slutade positivt med 3 förluster på 10 matcher under de 3 månader Mellberg ansvarade.

### Helsingborgs IF
Den 3 september 2019 blev Mellberg klar som ny huvudtränare för Helsingborgs IF på ett 2,5-årskontrakt. Han fick uppdraget med målsättningen att rädda kvar laget i Allsvenskan och samtidigt arbeta för att etablera laget i serien igen. Han tog över klubben efter att Henrik Larsson lämnat under säsongen. Klubben var redan då i ett svårt läge, men lyckades säkra sin plats i Allsvenskan och slutade på en 10:e plats 2019.
I Fotbollsallsvenskan 2020 slutade Helsingborg på en 15:e plats vilket betydde nedflyttning till Superettan. Det var en annorlunda säsong med coronaviruset, med speciellt träningsupplägg, matchschema, flera skador och stor omsättning av spelare i klubben. Den 1 december 2020 meddelade Mellberg att han inte fullföljde sitt kontrakt med Helsingborgs IF.

### Återkomst i Brommapojkarna
Inför säsongen 2023 återvände Mellberg till IF Brommapojkarna, där han fick en roll som delad huvudtränare med Andreas Engelmark.
I januari 2024 blev det officiellt att Mellberg fått ett erbjudande om att bli svensk förbundskapten, men valde att stanna i Brommapojkarna.
Säsongen 2024 fick Brommapojkarna 34 poäng i Fotbollallsvenskan 2024, och en tiondeplats var den högsta ranking klubben någonsin legat på.

### St.Louis City
I slutet av november 2024 blev det officiellt att nästa uppdrag som tränare för Mellberg blev i MLS-klubben St. Louis City.
Mellberg fick en fin start, med två vinster och två oavgjorda matcher. I slutet av maj 2025, efter 15 matcher fick han sparken. Mellbergs facit i MLS med St. Louis blev två vinster, fem oavgjorda och åtta förluster. Laget låg näst sist av de 14 lagen och hade inte vunnit på de elva senaste matcherna.

## Meriter
- SM-guld: 1998 (med AIK)
- Grekiska Superligan: 2010/2011, 2011/2012 (med Olympiakos)
- Grekiska cupen: 2011/2012
- VM: 2002, 2006
  - VM-åttondelsfinal: 2002, 2006
- EM: 2000, 2004, 2008, 2012
  - EM-kvartsfinal: 2004
- Guldbollen: 2003
- Årets back: 2003, 2008, 2009, 2010, 2011, 2012